# بنو عوف

بنو عوف واحدة من القبائل اليهودية في شبه الجزيرة العربية في عهد النبي محمد ﷺ.
كان بني عوف قبيلة عربية أرادت الاستقرار في تيماء التي كان يحكمها اليهود. أصر سكانها اليهود عليهم تبني اليهودية كشرط للاستقرار في تيماء. بعد قيامهم بذلك انتقلوا إلى يثرب.
ذكروا في البند 25 من صحيفة المدينة التي كتبها الرسول محمد ﷺ فور هجرته إلى المدينة المنورة؛ لتحسين العلاقات بين مختلف الطوائف والجماعات في المدينة.